# Броніслава (блаженна)
Броніслава Одровонж (пол. Bronisława Odrowążówna; 1203, Камень-Шльнський, Ґміна Ґоґолін — 29 серпня 1259, Звежинець, Ґміна Звежинець) — черниця жіночого чернечого ордену Премонстранток, католицька блаженна. Вважається покровителькою Польського королівства, Опольської єпархії та сиріт.

## Біографія
Броніслава народилася близько 1200 року в родині Станіслава Одровонжа Прандоти і Анни з роду Гріффітів-Яксів. Броніслава була двоюродною сестрою домініканця Яцека Одровонжа. У віці 16 років дівчина вступила до жіночого чернечого ордену Премонстранток, монастир яких знаходився в Звежинці (Краків).
У 1241 році, під час нападу татар на Краків, Броніслава переховувалася в околицях населеного пункту Біляни. Пізніше пішла у відлюдництво на пагорбі Сикорнік біля Кракова, де й померла 29 серпня 1259 року.

## Прославлення
Невдовзі після смерті Броніслави її вшанування стало поширюватися Польщею. 23 серпня 1839 року Папа Римський Григорій XVI беатифікував Броніславу до лику блаженних.
В іконографії блаженна Броніслава зображується в білому хабіті з чорним вельоном. Часто зображується її видіння, в якому вона бачить, як Ісус Христос вводить святого Яцека Ондровонжа на небеса. Атрибутом блаженної Броніслави є лілія.
Мощі блаженної Броніслави зберігаються в церкві святих Августина та Іоанна Хрестителя (Краків).

## Пам'ять
- У Кракові біля кургану Костюшка знаходиться каплиця блаженної Броніслави.

## Родовід
- Саул Павло Одровонж
  -  Гертруда Одровонж
  -  Євстахій Одровонж
    -  Яцек Одровонж

  -  Іво Одровонж, єпископ краківський
  -  Мирослав Станіслав Одровонж
    -  Броніслава Одровонж
    -  Чеслав Одровонж

  -  Іван Одровонж